# Konger i kamp
Konger i kamp er en norsk rapsang, fra det norske hiphopband Klovner i Kamp og den er fra deres tredje album Kunsten å fortelle fra 2003. Sangen blev skrevet af alle gruppens vokalister, Alis (Aslak Hartberg) og Dr. S (Sveinung Eide) og "Dansken" (Esben Selvig) og komponeret af gruppens dj Thomas Gullestad, der også debuterer som producent på nummeret. Sangen blev først udgivet på singlen "Fritt Villt" i 2003, der fik forholdsvide gode anmeldelser, og som var en forsmag på deres album Kunsten å fortelle.

## Om sangen
Sangen er overfladisk og handler primært om Klovnene, der rapper om deres fantasifulde seje sider. Den eneste, der relaterer lidt til sit virkelige liv er Dansken, der rapper om sit forhold til Skandinavien:
| Citat | 100 % multitalent. Bestemt på en dag å se meg sjæl som skandinavias president. Bare vent, lille venn - for jeg har det som trengs; det verste fra Norge og Danmark, så jeg burde vært svensk | Citat |
|       | |       |

I teksten ses det tydeligt, at Dansken er stolt af sin oprindelse og inddrager endda Danmarks mest betydelige konge gennem verdenshistorien – Christian 4:
| Citat | Dansken, helt konge. Sånn blir det, sånn er det. Trøbbel i gjære. Den nye norske Christian den 4. han loka Sverige desverre, det får så være. Det er min tur nå, jeg skal gjøre karriere | Citat |
|       | |       |

Alis kommer dog også hurtigt ind på sin depressive periode, fra da han i en sen alder fandt ud af, at Gud ikke eksisterede og efter et mislykket selvmordsforsøg endte på hospitalet og takker sine venner for deres opbakning:
| Citat | Jeg har det bra nå, har vært langt nede, men er klar nå. Er glad for, at det her kan lede til et bra år. Hvis det ikke var for gutta var jeg daukjøtt. Nå ere tjue null tre og du blir rævkjørt | Citat |
|       | |       |

## Musikvideo
I musikvideoen optræder alle rapperne og dj'en. De har hver deres roller, Dansken spiller en norsk filminstruktør, der skal instruere en reklamefilm for en dansk creme, der uheldigvis ender i vasken. Alis spiller en forretningsmand, Dr. S spiller sig selv som en læge, der opererer skuespilleren Aksel Hennie. Disse roller er i videoen bare deres facade og i virkeligheden er de kriminelle, der planlægger et kup for at røve en pengetransport, ved at Fingr'n klæder sig ud som lastbilchaufføren. Men deres kup bliver gennemskuet.
Videoen blev instrueret af Lasse Gretland og var nødsaget til at blive klippet om, da den indeholdt den blodige operationsscene med Aksel Hennie, der bliver opereret af Dr. S, hvor der blev fjernet nogle få sekunder i tillæg med de sædvanlige bandeord, der forekommer i hiphopvideor.
NRK mente dog ikke det var så galt, og den blev derfor vist på den og andre kanaler.